# Hans Brausewetter
Hans Brausewetter (Málaga, 27 de mayo de 1899 – Berlín, 29 de abril de 1945) fue un actor de teatro y cine alemán de la era del cine mudo. Apareció en más de 130 películas entre 1922 y 1945. Apareció en la película de 1923 Der Schatz (El tesoro), dirigida por Georg Wilhelm Pabst. Brausewetter murió a causa de las heridas sufridas en la explosión de una bomba en Berlín durante los últimos días de la Segunda Guerra Mundial.

## Filmografía
- 1922: Das Spiel mit dem Weibe
- 1922: Der böse Geist Lumpaci Vagabundus
- 1922: Die Schuhe einer schönen Frau
- 1923: Der Wetterwart
- 1923: Der Matrose Perugino
- 1923: Der Schatz
- 1923: Der Kaufmann von Venedig
- 1923: Ein Glas Wasser
- 1924: Der Sprung ins Leben
- 1924: Tragödie im Hause Habsburg
- 1924: Das blonde Hannele
- 1924: Soll und Haben
- 1924: Die Schmetterlingsschlacht
- 1924: Die Stimme des Herzens
- 1925: Der Flug um den Erdball
- 1925: Sündenbabel
- 1925: Des Lebens Würfelspiel
- 1925: Elegantes Pack
- 1925: Götz von Berlichingen zubenannt mit der eisernen Hand
- 1925: Der Abenteurer
- 1925: El sueño de un vals (Ein Walzertraum)
- 1925: Die Kleine vom Bummel
- 1925: Der krasse Fuchs
- 1926: Die Wiskottens
- 1926: Wir sind vom K. u. K. Infanterie-Regiment
- 1926: Wien, wie es weint und lacht
- 1926: Faust – eine deutsche Volkssage
- 1926: Die drei Mannequins
- 1926: Des Königs Befehl
- 1926: Die Kleine und ihr Kavalier
- 1926: Überflüssige Menschen
- 1926: Liebeshandel
- 1926: Durchlaucht Radieschen
- 1926: Mitgiftjäger
- 1927: Der Sieg der Jugend
- 1927: Svengali
- 1927: Ein rheinisches Mädchen beim rheinischen Wein
- 1927: Die heilige Lüge
- 1927: Ein Mädel aus dem Volke
- 1927: Der fidele Bauer
- 1927: Höhere Töchter
- 1927: Die Sandgräfin
- 1927: Es zogen drei Burschen
- 1928: Die Durchgängerin
- 1928: Die Rothausgasse
- 1928: Verdun, das Heldentum zweier Völker (Verdun, visions d’histoire)
- 1928: Polnische Wirtschaft
- 1928: Der Hafenbaron
- 1928: Heut war ich bei der Frieda
- 1928: Die Juwelenmarder
- 1928: Das Haus ohne Männer
- 1928: Der Herr vom Finanzamt
- 1929: Teure Heimat / Drei machen ihr Glück
- 1930: Ein Burschenlied aus Heidelberg
- 1930: Das Flötenkonzert von Sans-souci
- 1931: Schachmatt
- 1931: Ich geh’ aus und Du bleibst da
- 1931: Voruntersuchung
- 1931: Hilfe! Überfall!
- 1931: Der kleine Seitensprung
- 1931: Madame hat Ausgang
- 1931: Die spanische Fliege
- 1931: Yorck
- 1931: Der unbekannte Gast
- 1932: Unter falscher Flagge
- 1932: Der Sieger
- 1932: Hasenklein kann nichts dafür
- 1932: Mensch ohne Namen
- 1932: Die Tänzerin von Sanssouci
- 1932: Die elf Schill’schen Offiziere
- 1932: Moderne Mitgift
- 1932: Zigeuner der Nacht
- 1932: Was wissen denn die Männer
- 1933: Der Läufer von Marathon
- 1933: Hände aus dem Dunkel
- 1933: Die verlorene Melodie
- 1933: Alles für Anita
- 1933: Abel mit der Mundharmonika
- 1933: Gretel zieht das grosse Los
- 1933: Das Blumenmädchen vom Grand-Hotel
- 1934: Die Freundin eines grossen Mannes
- 1934: Der Fall Brenken
- 1934: Die vier Musketiere
- 1935: Frischer Wind aus Kanada
- 1935: Ein Mädel aus guter Familie
- 1935: Der interessante Fall
- 1935: Künstlerliebe
- 1935: Traumulus
- 1936: Der Raub der Sabinerinnen
- 1936: Wenn der Hahn kräht
- 1936: Die Hochzeitsreise
- 1936: Onkel Bräsig
- 1936: Fahrerflucht
- 1936: Susanne im Bade
- 1936: Eine Nacht mit Hindernissen / Der Klapperstorchverband
- 1937: Kristall oder Porzellan
- 1937: Mein Sohn, der Herr Minister
- 1937: Brillanten
- 1937: Kriminalfall Erich Lemke
- 1937: Die wirkliche Liebe
- 1937: Zwischen den Eltern
- 1938: Verklungene Melodie
- 1938: Kleiner Mann – ganz groß
- 1938: Hochzeitsnacht
- 1938: Wochenendfrieden
- 1938: Steputat & Co.
- 1939: Ich verweigere die Aussage
- 1939: Parkstrasse 13
- 1939: Umwege zum Glück
- 1939: Der Vorhang fällt
- 1939: Renate im Quartett
- 1939: Eine Frau wie Du
- 1939: Johannisfeuer
- 1939: Seitensprünge
- 1940: Alles Schwindel
- 1940: Liebesschule
- 1940: Der Kleinstadtpoet
- 1940: Wunschkonzert
- 1941: Venus vor Gericht
- 1941: Kleine Mädchen – grosse Sorgen
- 1941: Was geschah in dieser Nacht?
- 1942: Hab’ mich lieb!
- 1942: Himmel, wir erben ein Schloß!
- 1943: Die Jungfern vom Bischofsberg
- 1943: Damals
- 1943: Münchhausen
- 1943: Die Gattin
- 1943: Liebesbriefe
- 1943: Ein Mann für meine Frau
- 1944: Der verzauberte Tag
- 1944: Der grüne Salon
- 1945: Sag’ die Wahrheit (unvollendet)
- 1945: Eine alltägliche Geschichte
- 1945: Tierarzt Dr. Vlimmen
- 1945: Die tolle Susanne (unvollendet)
- 1946: Die Fledermaus